# Sparrhorn (Riederalp)
Das Sparrhorn ist ein Berg in der Gemeinde Riederalp im Schweizer Kanton Wallis mit einer Höhe von 2289 m ü. M.
Erreichbar ist der Gipfel über einen Bergwanderweg vom Blausee aus (2205 m), der von Riederalp und Bettmeralp her durch Sesselbahnen erschlossen ist.